# Liesing (Vídeň)

Znak Liesingu

Liesing ( [ˈliːzɪŋ]) je městská část Vídně ve stejnojmenném 23. vídeňském okresu, jakož i jedním z 89 katastrálních území. Liesing byl až do roku 1938 samostatnou obcí s městským právem.

## Geografie
Dnešní katastrální území Liesing má výměru 273,82 hektarů.
Obec leží po obou stranách stejnojmenné řeky Liesing na jižní hranici Vídně u Perchtoldsdorfu, kde se také nachází hřbitov Liesing. Pro proudu řeky je na druhé straně akvadukt Liesing ve vídeňské části okresu Rodaun, po proudu potom část vídeňského okresu Atzgersdorf. Geologicky se Liesing řadí do oligocénu.

## Historie
Dne 1. listopadu 1002 německý král Heinrich II. daroval markraběti Heinrichovi I. državy mezi suchým Liesingem a Triestingem. Toto je nejstarší známý dar krále Babenberkům. V témže roce byla poprvé řeka Liesing uvedená jako „Liezniccha“. Tento název se odvozuje od slovanského „Lieznička" a znamená lesní potok. Osada sama vznikla pravděpodobně v tuto dobu, avšak mezi prvním i druhém tureckém obléhání Vídně byla velmi zničena a znovu snad osídlena. V následující době se brzy Liesing vyvinul v nejdůležitější obec u řeky. Až do počátku 19. století bylo místo ještě ovlivněno zemědělstvím.
Industrializace přispěla k ekonomickému rozvoji Liesingu. Tak např. v roce 1838 byl v obci postaven pivovar Liesing, který byl ve třetí čtvrtině 19. století rozšířen. K pivovaru také náležela dřívější restaurace, která se v roce 1898 změnila na kanceláře firmy Fellner & Helmer. V okolí mezi lety 1900 až 1914 vznikaly v bezprostřední blízkosti pivovaru obytné domy podle plánů Leopolda Simonyho. V osídlení počátkem 20. století vznikla ještě dnes stojící obytná kolonie Liesing, která 1911/12 byla založena na západě obce podle plánů Huberta Gessnera.
Od 2. října 1905 byl Liesing povýšen na město. V místě dřívějšího mostu či barvířského mlýna byla postavena radnice, která je ještě dnes úřední budovou. Podle zákona z 1. října 1938 se Rakousko připojilo k Německé říši a vznikla Velká Vídeň. Jižní vídeňská předměstí s několika okolními obcemi se sloučila a vytvořila 25. vídeňský okres Liesing. Po skončení druhé světové války byl okres opět rozpuštěn. Liesing však roku 1954 setrval se sedmi dalšími obcemi ve spojení jako 23. vídeňský okres Liesing u Vídně.
V roce 1951 podle sčítání obyvatel za posledního osamostatnění, mělo město 5.950 obyvatel. Dnes v části okresu Liesingu žije kolem 6 500 obyvatel.
Dřívější město Liesing splynulo dnes již většinou s bývalým územím obce a vykazuje větší podíl průmyslu. V roce 2006 byla zbourána urbanistická dominanta, pivovar Liesing. Podle schválení Coop Himmelb(l)au má zde do roku 2010 vzniknout nová městská čtvrť bytových domů a více pracovních příležitostmi.

## Kultura a pamětihodnosti
- Zámek Liesing byl při druhém tureckém obléhání v roce 1683 téměř úplně zničen. K zámku se váže jedna pověst o lískovém oříšku. Tato pověst byla motivem i při tvorbě městského znaku, který zobrazuje větev lískového ořechu se třemi listy a plody ovoce nad plamenem ohně a letopočtem 1683. Napravo i nalevo tohoto znaku je vinařský koš a zlaté kolo. Po tureckém obléhání byl zámek částečně opraven a počátkem 18. století byl znovu vystavěn. Dnes je využíván jako pečovatelský ústav města Vídně.
- V letech 1930/31 podle plánů, které vypracoval Erns Plischke byla postavena budova úřadu práce, progresivní dílo moderní architektury v Rakousku.[4]
- Kostel Nejsvětější Trojice z let 1953 až 1955 (nyní farní), zvaný též Wotrubův kostel podle jeho architekta Roberta Kramreitera
- V západní části realizoval architekt Roland Rainer v letech 1961 až 1963 podle plánů z roku 1956 sídliště "Maurerberg" s nízkou zástavbou.

## Hospodářství a infrastruktura
Mezi průmyslovými podniky v Liesingu jsou některé ještě z 19. nebo z počátku 20. století. K nim patří továrna jemné optiky - Ewald Baumgartner, postavená v letech 1870/80 a továrna na kamna Meller, které byly postaveny kolem 1889 na místě mlýnů, stojících v 16. století, a během doby byly také využívány pro zbrojní výrobu a továrnu na motory. Dřívější závod „Akkumulatoren-Fabrik AG Liesing“ v Siebenhirtenstraße navrhl 1917 Hubert Gessner. Ve vstupní zóně je pomník "bojovníka za svobodu" z roku 1950.

### Doprava
Nádraží Vídeň-Liesing na Jižní dráze je nyní v obecním obvodu důležitý dopravní uzel. Zde odbočuje Kaltenleutgebenerská dráha a značně ošuntělé vlečky z roku 1882 do pivovaru Liesing, do průmyslového centra Liesing, vlečka do "Baustoffwerk" a obchodu s uhlím. Několik autobusových linek do Vídeňského lesa (Gießhübl, Wolfsgraben, Breitenfurt, Sulz) má tu konečnou stanici. Nejdůležitější silniční komunikací v Liesingu je Breitenfurter Straße B12.

### Budovy
- Architekt Hubert Maresch plánoval v roce 1909 postavit budovu pro sportovní a tělovýchovný svaz, když se v roce 1904 stavěly nájemní domy „Fanny-Hof".
- V letech 1924/25 byly postaveny lázně, dílo od Alfonse Hetmanekse.
- Budova nemocenské pokladny na ulici Dr.-Neumann-Gasse byla postavena 1930 podle plánů od Johanna Rothmillera a Leopolda Schumma.
- Poštovní úřad na Liesingenském náměstí byl postaven v roce 1931 v expresivním slohu.

### Školy
- Sídlo vídeňského školního radu pro 13. a 23. městský okres je na ulici Dirmhirngasse č. 29. Budovu projektovali architekti Julius Fröhlich a Josef Maresch, budova byla postavena v roce 1888 původně jako střední škola.
- Obecná škola na ulici Pülsgasse 28 byla postavena v letech 1908/09 jako "Císařova jubilejní škola" v lidovém stylu.
- Družstevní střední škola v ulici Dirmhirngasse z roku 1991 - 1994 je dílem architekta Borise Podreccy.

## Osobnosti
- Eduard Weikhart (1905–1986) - politik, zvolený do rakouské národní rady
- Franz Konrad (1906–1951) - SS-Hauptsturmführer ve varšavském ghettu
- Franz Stuschka (1910–† po 1985) - SS-Obersturmführer a pracovník Eichmanova referátu